# Kübra Kegan
Kübra Kegan (Ankara, 18 de juliol de 1985) és una jugadora de voleibol turca. Va iniciar al voleibol durant la seva educació secundària al Liceu d'Esport de la Federació de Voleibol de Turquia a Ankara, on van rebre 3r lloc en un campionat mundial de liceus, en un equip amb jugadores com a Damla Çakıroğlu, Ecem Alıcı i Ceyda Aktaş, totes estudiants d'aquest liceu promoguda per la màxima autoritat del voleibol en Turquia, i que va criar futures jugadores professionals de voleibol del país. (Vegeu la entrevista amb Kegan i TVF Spor Lisesi en Viquipèdia en francés.) En la seva carrera professional va jugar per clubs com ara Eczacıbaşı SK d'Istanbul, Ankaragücü, Karayolları SK, Halkbank SK d'Ankara, İdmanocağı de Trabzon i Anakentspor de Samsun.
El 2011 va participar en les seleccions nacionals de Turquia, campions d'Europa (CEV) sub-18 el 2011 i el 2012 del mon FIVB en la categoria sub-20.